# Formel-3000-Saison 1992
Die Formel-3000-Saison 1992 war die 9. Saison der Formel 3000. Sie begann am 10. Mai 1992 in Silverstone und endete am 18. Oktober 1992 in Magny-Cours. Insgesamt wurden zehn Rennen gefahren. Den Meistertitel der Fahrer gewann Luca Badoer im Team von Crypton Engineering.

## Starterfeld
| Team                | Auto # | Fahrer              | Rennwochenende |
| ------------------- | ------ | ------------------- | -------------- |
| Pacific Racing      | 1      | Laurent Aïello      | Alle           |
| Pacific Racing      | 2      | Jordi Gené          | Alle           |
| Forti Corse         | 3      | Emanuele Naspetti   | 1–6            |
| Forti Corse         | 3      | Andrea Montermini   | 7–10           |
| Forti Corse         | 4      | Alessandro Zampedri | All            |
| Piquet Racing       | 5      | Olivier Beretta     | 1–6            |
| Piquet Racing       | 5      | Olivier Beretta     | 7–10           |
| DAMS                | 6      | Frédéric Gosparini  | 1–7            |
| DAMS                | 6      | Eric Hélary         | 8              |
| DAMS                | 6      | Jérôme Policand     | 9–10           |
| DAMS                | 7      | Jean-Marc Gounon    | Alle           |
| Il Barone Rampante  | 8      | Andrea Montermini   | 1–5            |
| Il Barone Rampante  | 8      | Andrea Montermini   | 6              |
| Il Barone Rampante  | 8      | Pedro Chaves        | 7–10           |
| Il Barone Rampante  | 9      | Rubens Barrichello  | 1–5            |
| Il Barone Rampante  | 9      | Rubens Barrichello  | 6–10           |
| Il Barone Rampante  | 10     | Fabiano Vandone     | 1–5            |
| Il Barone Rampante  | 10     | Giampiero Simoni    | 6–10           |
| 3001 International  | 14     | Hideki Noda         | Alle           |
| 3001 International  | 15     | Allan McNish        | 1, 3–8         |
| 3001 International  | 15     | Mark Skaife         | 9–10           |
| Paul Stewart Racing | 17     | Paul Stewart        | Alle           |
| Paul Stewart Racing | 18     | David Coulthard     | Alle           |
| CoBRa Motorsports   | 19     | Paolo Delle Piane   | Alle           |
| CoBRa Motorsports   | 20     | Guido Knycz         | 6–10           |
| Vortex Motorsport   | 21     | Phil Andrews        | 1–8            |
| Vortex Motorsport   | 21     | Phil Andrews        | 9–10           |
| Vortex Motorsport   | 22     | Giuseppe Bugatti    | Alle           |
| GJ Motorsport       | 26     | Pedro Chaves        | 1–6            |
| GJ Motorsport       | 26     | Richard Dean        | 7              |
| GJ Motorsport       | 27     | Jérôme Policand     | 1–7            |
| Crypton Engineering | 28     | Michael Bartels     | Alle           |
| Crypton Engineering | 29     | Luca Badoer         | Alle           |
| Apomatox            | 30     | Olivier Panis       | Alle           |
| Apomatox            | 31     | Emmanuel Collard    | Alle           |
| Advance Racing      | 32     | Vittorio Zoboli     | 1–3, 5–10      |
| Piemme Motors       | 35     | Giambattista Busi   | 1, 4–10        |
| Superpower          | 36     | Steve Robertson     | 1, 3–10        |
| SC Lazio Oil        | 38     | Giovanni Bonanno    | 4–10           |

## Rennen
| Nr. | Rennstrecke       | Datum         | Gewinner          | Pole-Position     | Schnellste Runde   |
| --- | ----------------- | ------------- | ----------------- | ----------------- | ------------------ |
| 01  | Silverstone       | 10. Mai       | Jordi Gené        | Jordi Gené        | Rubens Barrichello |
| 02  | Pau               | 8. Juni       | Emanuele Naspetti | Andrea Montermini | Emanuele Naspetti  |
| 03  | Montmeló          | 21. Juni      | Andrea Montermini | Andrea Montermini | Emanuele Naspetti  |
| 04  | Pergusa-Enna      | 12. Juli      | Luca Badoer       | Luca Badoer       | Luca Badoer        |
| 05  | Hockenheim        | 25. Juli      | Luca Badoer       | Luca Badoer       | Luca Badoer        |
| 06  | Nürburgring       | 23. August    | Luca Badoer       | Emanuele Naspetti | Rubens Barrichello |
| 07  | Spa-Francorchamps | 29. August    | Andrea Montermini | Andrea Montermini | Andrea Montermini  |
| 08  | Albacete          | 13. September | Andrea Montermini | Luca Badoer       | Andrea Montermini  |
| 09  | Nogaro            | 11. Oktober   | Luca Badoer       | Luca Badoer       | Luca Badoer        |
| 10  | Magny-Cours       | 18. Oktober   | Jean-Marc Gounon  | Luca Badoer       | David Coulthard    |

## Wertungen

### Fahrerwertung
Die Punkte für die Fahrerwertung wurden wie folgt vergeben: Gewinner 9 Punkte, Zweiter 6 Punkte, Dritter 4, Vierter 3, Fünfter 2 Punkte und der Sechste 1 Punkt.
| Pos | Name                | Vereinigtes Konigreich | Frankreich | Spanien | Italien | Deutschland | Deutschland | Belgien | Spanien | Frankreich | Frankreich | Punkte |
| --- | ------------------- | ---------------------- | ---------- | ------- | ------- | ----------- | ----------- | ------- | ------- | ---------- | ---------- | ------ |
| 01  | Luca Badoer         | 2                      | 1          | 1       | 9       | 9           | 9           | –       | 6       | 9          | –          | 46     |
| 02  | Andrea Montermini   | –                      | –          | 9       | 4       | –           | –           | 9       | 9       | 3          | –          | 34     |
| 03  | Rubens Barrichello  | 6                      | 4          | 6       | –       | 1           | 4           | 2       | 1       | 1          | 2          | 27     |
| 04  | Michael Bartels     | –                      | 6          | –       | 3       | 6           | 6           | 4       | –       | –          | –          | 25     |
| 05  | Jordi Gené          | 9                      | –          | 4       | –       | 2           | –           | 6       | –       | –          | –          | 21     |
| 06  | Emanuele Naspetti   | 1                      | 9          | –       | 6       | 3           | –           | –       | –       | –          | –          | 19     |
|     | Jean-Marc Gounon    | 3                      | –          | –       | –       | –           | 1           | –       | –       | 6          | 9          | 19     |
| 08  | Emmanuel Collard    | –                      | –          | 3       | –       | –           | 3           | –       | 4       | –          | 3          | 13     |
| 09  | David Coulthard     | –                      | –          | –       | –       | –           | –           | 3       | –       | 4          | 4          | 11     |
| 10  | Olivier Panis       | 4                      | –          | –       | –       | –           | –           | –       | –       | –          | 6          | 10     |
| 11  | Allan McNish        | –                      | –          | 2       | –       | 4           | –           | –       | 2       | –          | –          | 08     |
| 12  | Alessandro Zampedri | –                      | –          | –       | 2       | –           | –           | –       | –       | 2          | –          | 04     |
| 13  | Vittorio Zoboli     | –                      | 3          | –       | –       | –           | –           | –       | –       | –          | –          | 03     |
|     | Laurent Aïello      | –                      | –          | –       | –       | –           | 2           | 1       | –       | –          | –          | 03     |
|     | Paul Stewart        | –                      | –          | –       | –       | –           | –           | –       | 3       | –          | –          | 03     |
| 16  | Giuseppe Bugatti    | –                      | 2          | –       | –       | –           | –           | –       | –       | –          | –          | 02     |
| 17  | Jérôme Policand     | –                      | –          | –       | 1       | –           | –           | –       | –       | –          | –          | 01     |
|     | Giampiero Simoni    | –                      | –          | –       | –       | –           | –           | –       | –       | –          | 1          | 01     |

### Teamwertung
| Pos | Team                | Punkte |
| --- | ------------------- | ------ |
| 01  | Crypton Engineering | 71     |
| 02  | Forti Corse         | 44     |
| 03  | Il Barone Rampante  | 41     |
| 04  | Pacific Racing      | 24     |
| 05  | DAMS                | 23     |
|     | Apomatox            | 23     |
| 07  | Paul Stewart Racing | 14     |
| 08  | 3001 International  | 08     |
| 09  | Advance Racing      | 03     |
| 10  | Vortex Motorsport   | 02     |
| 11  | GJ Motorsport       | 01     |